# Fonds Prince Albert
Le Fonds Prince Albert est une organisation belge sans but lucratif qui offre des bourses aux jeunes professionnels belges afin de leur donner l'opportunité de réaliser un projet pour une entreprise belge dans le domaine du développement commercial international, en dehors de l'Europe. 
Le fonds est géré par la Fondation Roi Baudouin et dirigé par un comité composé d'anciens du Fonds et de représentants de la FEB-VBO, de la Voka, de l'UWE et de BECI.

## La bourse
Le Fonds Prince Albert offre une bourse de 12 mois.  La bourse comprend un mois de préparation en Belgique et 11 mois de stage à l'étranger (hors Europe occidentale). Avant leur départ, les boursiers participent à un programme de formation interculturelle développé spécialement pour le Fonds.
Chaque année, environ 20 à 30 jeunes sont sélectionnés parmi des centaines de candidatures au terme d'un processus de sélection rigoureux en plusieurs étapes. Les candidats doivent avoir moins de 30 ans au moment de la candidature et être de nationalité belge. Comme les candidats doivent également avoir au moins 3 ans d'expérience professionnelle, le programme n'est pas un stage et peut être considéré comme une alternative à un MBA.
À la fin du projet, le boursier doit faire un rapport sur son projet. Si le comité du fond émet un avis positif, le candidat reçoit le titre de "Lauréat du Fonds" lors d'une session académique en présence d'un membre de la famille royale belge.
Depuis sa création, le Fonds Prince Albert a permis à plus de 400 jeunes professionnels belges de développer des compétences et d'acquérir une expérience dans le domaine des affaires internationales et a aidé plus de 250 entreprises belges à promouvoir leurs produits et services en dehors de l'Europe.
Le Fonds Prince Albert ne peut être comparé au VIE français car le nombre de subventions est beaucoup plus limité, la mission doit se dérouler hors d'Europe, les participants doivent avoir déjà plusieurs années d'expérience professionnelle et la procédure de sélection du Fonds Prince Albert est beaucoup plus sélective. 